# Ocupación aliada de Alemania
La ocupación aliada de Alemania se inició después de la derrota de la Alemania nazi en la Segunda Guerra Mundial, al dividirse el país entre las tres potencias victoriosas (Estados Unidos, Reino Unido y la Unión Soviética) incluyendo Francia, Polonia y con la participación de Bélgica y Luxemburgo. Las potencias aliadas dividieron el territorio alemán situado al oeste de la línea Oder-Neisse en cuatro zonas de ocupación, teniendo en cuenta las fronteras del Reich en 1937. Los territorios situados al este de esta línea fueron repartidos entre Polonia y la Unión Soviética.
En las últimas semanas de la guerra en Europa, las fuerzas estadounidenses habían avanzado más allá de los límites acordados en las conferencias durante la guerra, llegando a avanzar en algunos sitios más de 200 kilómetros. Cuando hubo finalizado la guerra, la línea de contacto entre las fuerzas soviéticas y estadounidenses fue temporal y después de dos meses, en los primeros días de julio de 1945, las fuerzas estadounidenses se retiraron de las áreas que habían sido asignadas a los soviéticos. Aunque esta división administrativa debería durar indefinidamente, los Estados Unidos, Francia y Reino Unido fusionaron prematuramente sus zonas para contrarrestar cualquier influencia política, económica o militar desde la zona de ocupación soviética, también conocida como Alemania Oriental. El resultado de esta fusión fue el Estado conocido como Alemania Occidental, y desde 1949 la división de Alemania y de su capital Berlín se convirtió en un icono de la Guerra Fría.

## Origen
El 7 de mayo de 1945 Dönitz, presidente de Alemania, autorizó al coronel general Alfred Jodl para rendir todas las tropas alemanas en todos los frentes de guerra. La firma se llevó a cabo en Reims el 7 de mayo, y confirmado en Berlín por von Friedeburg, Hans-Jürgen Stumpff y por Keitel por la parte alemana y por Tedder por los británicos, Zhúkov por los rusos, Lattre de Tassigny por los franceses y Spaatz por los estadounidenses, en un documento fechado el 8 de mayo. El gobierno de Dönitz no fue reconocido por los vencedores, y era visto únicamente como un instrumento a su servicio para encargarse del desarme de las fuerzas armadas alemanas, pero los británicos aún confiaban en la necesidad de mantener una autoridad central alemana para poder llevar a poner en práctica la rendición. Finalmente el 23 de mayo, los británicos llevaron a cabo la operación Blackout por disposición de Eisenhower y de acuerdo con el Alto Mando Soviético para finalizar el gobierno de Dönitz. Dönitz y los miembros de su gobierno fueron arrestados el 23 de mayo por Lowell W. Rooks.
Los Aliados establecieron oficialmente el control del gobierno de Alemania el 5 de junio en la Declaración de Berlín, por la que los gobiernos de los Estados Unidos, Unión Soviética, Reino Unido y Francia, asumieron la soberanía y suprema autoridad sobre el territorio alemán, «dada la inexistencia de Gobierno central o autoridad capaz de aceptar responsabilidades por el mantenimiento del orden, la administración del país y de acuerdo con las exigencias de los poderes vencedores». La Declaración de Berlín establecía:
- Los recursos alemanes debían estar a disposición de los ocupantes, y a que se debían emprender políticas de desmilitarización, desnazificación, democratización y descentralización.[12]
- Las cuatro zonas de ocupación aliada en Alemania y en Berlín.
- El gobierno conjunto de «Alemania como un todo» (Deutschland als Ganzes)[13] a través de un Consejo de Control Aliado, para asegurar la apropiada uniformidad de acción de los comandantes militares por separado para cada una de sus zonas de ocupación. Las decisiones del Consejo de Control debían ser unánimes y bajo su autoridad se constituye un Comité de Coordinación y Directorios funcionales. El comité de coordinación estaba compuesto por un representante de cada comandante jefe y en cada directorio estaba integrado por un representante por cada poder ocupante. Los directorios eran: Ejército de Tierra (Landstreikräfte); Armada (Seestreikräfte); Ejército de Aire (Luftstreikräfte); Transporte (Transport); Asesoramiento político (Gruppe des Politischen Beraters); Economía (Wirtschaft); Finanzas (Finanzen); Reparaciones, envíos y restauración (Reparationen, Lieferungen und Wiedererstat); Interior y Comunicaciones (Innere Angelegenheiten und Nachrichtenwesen); Justicia (Rechtswesen); Prisioneros de guerra y desplazados (Kriegsgefangene und Zwangsverschleppte); y Mano de obra (Arbeitskraft).[14]

Las funciones del Comité de Coordinación y de los Directores eran asesorar, supervisar y controlar las actividades cotidianas al Consejo de Control, llevar a cabo las decisiones del Consejo y transmitirlas a los órganos alemanes correspondientes. Aunque el Consejo de Control tenía capacidad legislativa, no tenía capacidad ejecutiva y eran los comandantes en jefe de cada una de las cuatro zonas los que tenían que llevar a cabo y ejecutar esas decisiones en su propia zona.
- Para Berlín se establecía una autoridad gubernativa interaliada (kommandatura), bajo la dirección del Consejo de Control, y que estaría constituida por los cuatro comandantes militares de Berlín, que se encargaría de la administración conjunta de la ciudad.

Del 17 de julio al 2 de agosto de 1945, los jefes de gobierno de la URSS, EE. UU. y Reino Unido acordaron en la Conferencia de Potsdam con respecto de Alemania:
- El establecimiento de un Consejo de Ministros de Exteriores de EE. UU., URSS, Reino Unido, Francia y República de China.[19]
- Los principios para gobernar Alemania como una única unidad económica, que no llegó a aplicarse[20]
- Las reparaciones de guerra.
- La disposición de la Marina de guerra y mercante alemana.
- La transferencia de territorios al este de la Línea Óder-Neisse para Polonia y URSS
- La transferencia de población alemana hacia Alemania.

## Administración central aliada

### Política de ocupación

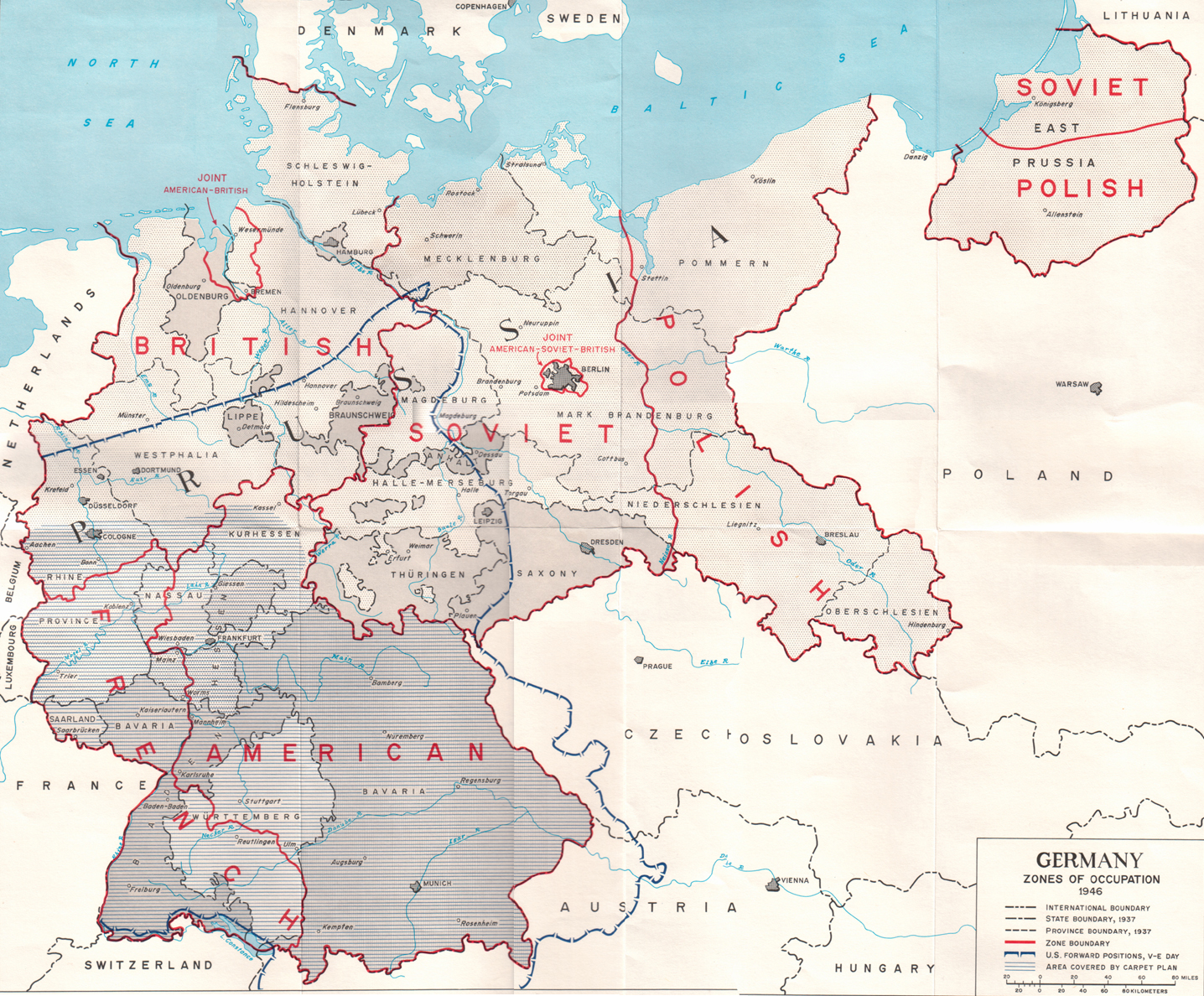
División de la Alemania ocupada, donde se muestran los límites de cada zona en relación con los estados alemanes.

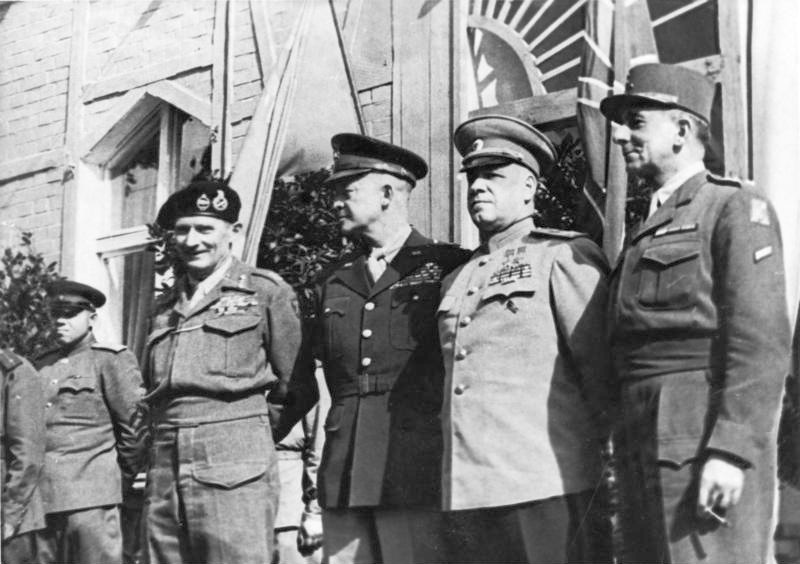
Los Comandantes supremos en junio de 1945 en Berlín: Bernard Montgomery, Dwight D. Eisenhower, Gueorgui Zhúkov y Jean de Lattre de Tassigny.

Ya hacia el final de la II Guerra Mundial a las potencias aliadas se les presentaban dos opciones para la resolución de la "cuestión alemana": mantener el antiguo Reich alemán en una forma de neutralidad que ofreciese garantías a soviéticos y aliados occidentales, o la integración de las zonas de ocupación en sus respectivas áreas de ocupación. Cada potencia ejercía autoridad de gobierno en su propia zona y sobre la base de ello emprendía a cabo diferentes políticas hacia las distintas administraciones alemanas a nivel local y estatal. Pero la ausencia de una política común de desnazificación y ocupación llevó a que cada potencia tomara su propio rumbo.
El plan original aliado para gobernar Alemania como un todo, como una unidad, a través del Consejo de Control Aliado, se disolvió en 1946-1947 debido a las crecientes tensiones de la Guerra Fría entre el Oeste y la URSS, y a la política de Francia mantener a una Alemania débil, descentralizada y en la que podía tomar reparaciones de guerra. Por ello esta política de unidad nunca fue completamente implementada por lo que las cuatro zonas de ocupación funcionaban de forma estanca y casi incomunicadas entre sí. Esto se atribuyó a la imposibilidad de promover un Estado alemán unificado y administrado por los altos mandos de cada zona de ocupación y los desacuerdos sobre el pago de las reparaciones de guerra en la Unión Soviética y Polonia mediante el desmantelamiento de la infraestructura industrial de las zonas de ocupación occidentales. En consecuencia, los altos mandos militares de los sectores estadounidense y británico acordaron la unión económica entre sus zonas de ocupación el 2 de diciembre de 1946, conocida como la Bizona. El completo quiebre de la cooperación este-oeste y la administración conjunta en Alemania no llegó a ser más aparente que durante el Bloqueo de Berlín.
Para 1948 la cada vez mayor rivalidad soviético-estadounidense iba a alejar la posibilidad de alcanzar acuerdos firmes que resolvieran la "cuestión alemana" o la unión de las zonas de ocupación en un solo Estado alemán unificado. Por otro lado, la actitud recelosa de Francia también supuso un obstáculo en numerosas ocasiones.
Inicialmente la postura de Stalin era favorable al establecimiento de una Alemania unificada, siempre que ésta fuera un estado neutralizado, desmilitarizado y que, junto a otros países como Austria o Finlandia, estuviera dentro de una especie de “cordón sanitario”. El temor soviético a una nueva amenaza procedente del Oeste (y especialmente, de una Alemania remilitarizada) era el principal punto de la política soviética en Alemania. Por otra parte, la actitud soviética hacia Occidente nunca había sido cortés y de confianza, ya que durante décadas las relaciones entre ambos bloques habían sido particularmente malas. Por ello, cuando los británicos y los estadounidenses crearon un espacio común económico (la llamada "Bizona") en sus dos zonas de ocupación sin consultar ni a soviéticos ni tampoco a los franceses, Stalin interpretó que los estadounidenses lo que realmente perseguían era establecer una Alemania unificada dentro de su esfera de influencia, tanto política como económica. 
Francia no se mostró muy entusiasmada con la creación de la Bizona, o de cualquier medida que ellos consideraran que pudiera llevar a una reconstrucción del poderío alemán. Por ello, su principal meta era buscar la forma por la que Alemania se mantuviera lo más dividida posible, y bajo ocupación aliada durante el mayor tiempo posible. Ya la política de Charles De Gaulle había sido la de mantener una mayor independencia francesa respecto a los otros poderes aliados, y después de su salida del gobierno (1946) la política del gobierno de París en Alemania mantuvo estas líneas maestras, aunque cada vez más titubeante. Más que por afinidad ideológica con los soviéticos (para entonces incluso el PCF ya había sido excluido del primer gobierno de Paul Ramadier el 4 de mayo de 1947), los franceses todavía guardaban muy fresco el recuerdo de una humillante derrota y la ocupación nazi, algo que sí compartían con la URSS. No obstante, hacia 1948 las autoridades francesas cedieron ante las presiones de sus aliados occidentales y acabaron por integrar su zona de ocupación junto a británicos y estadounidenses, con lo que la Bizona se convirtió en Trizona.

### Ferrocarriles
La antigua compañía estatal Deutsche Reichsbahn (DRB) continuó operando los servicios ferroviarios en las cuatro zonas divididas. La oficinas centrales de la compañía (Reichsbahn-Zentralämter, RZA) estaban situadas en Berlín, pero estas habían resultado destruidas por los bombardeos aliados durante el último año de la guerra mundial. Por esta razón, inmediatamente después del final de la guerra la RZA se trasladó a Gotinga, en la zona de ocupación británica. Además de Gotinga, en Múnich funcionó otra jefatura de la Reichsbahn encargada de la administración ferroviaria en la zona de ocupación estadounidense. El 10 de octubre de 1946 los ferrocarriles en las zonas de ocupación británica y estadounidense formaron la Deutsche Reichsbahn im Vereinigten Wirtschaftsgebiet, mientras que al año siguiente los franceses crearon la Südwestdeutsche Eisenbahn en su zona de ocupación.
Hacia 1950 la antigua Reichsbahn ya se encontraba claramente dividida en dos: en la Alemania occidental ya funcionaba una nueva compañía estatal, la Deutsche Bundesbahn (DB), mientras que la Deutsche Reichsbahn (DR) de la Alemania oriental se reestructuró y siguió operando bajo esta denominación. Las oficinas centrales de la nueva Bundesbahn se trasladaron a Minden, mientras que la Reichsbahn mantuvo su sede central en Berlín este.

### Bandera

C-Doppelstander.

Tras la derrota alemana en la guerra, el Consejo de Control Aliado, responsable de la administración de la Alemania de la posguerra, prohibió todas las banderas nacionales que habían sido usadas por Alemania hasta entonces. Como no había un gobierno nacional alemán, pero los buques mercantes alemanes debían llevar algún tipo de enseña que identificase al país al que pertenecía, como lo exigía la legislación internacional, el Consejo eligió la bandera de señales internacional que representaba a la letra C (a la que se le había cortado una porción triangular) como enseña civil provisional de Alemania. La "C" venía de "Capitulación". El uso del C-Doppelstander se había concebido como una humillación simbólica de la Alemania derrotada.

## Las zonas de ocupación

### Zona de ocupación británica

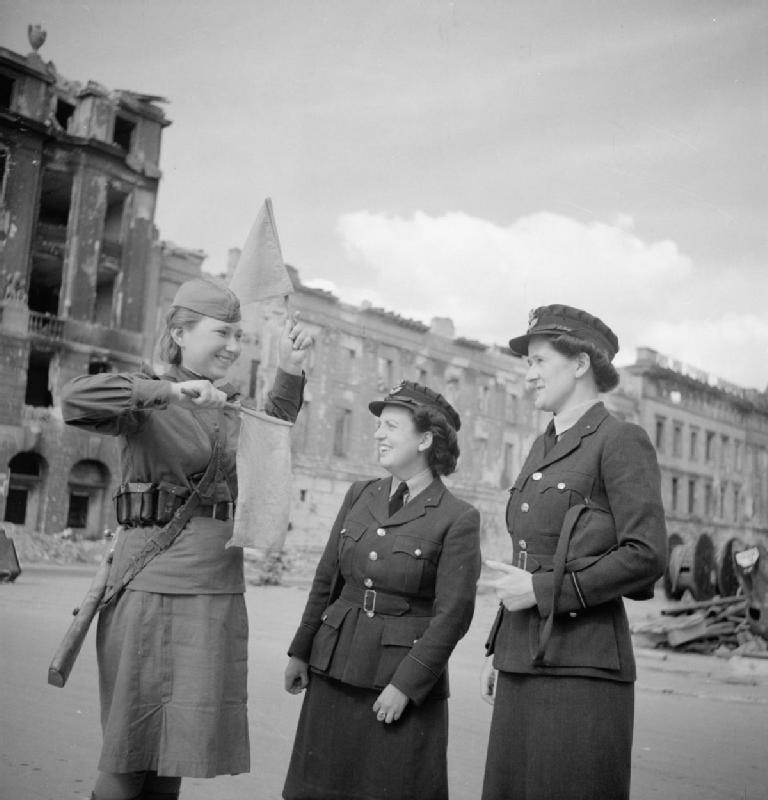
Auxiliares femeninas de la RAF en Berlín, junto a una soldado soviética.

La zona británica estaba compuesta por los estados de Schleswig-Holstein, Hamburgo, Baja Sajonia y el actual estado de Renania del Norte-Westfalia. Los cuarteles del gobierno militar británico estaban en la ciudad balneario de Bad Oeynhausen.
A comienzos de julio el Ejército británico se retiró de algunas pequeñas porciones de su sector de ocupación, ya que previamente se había acordado que esas zonas estarían bajo ocupación del ejército soviético. Estos territorios incluían el Amt Neuhaus de Hannover, algunos enclaves de Brünswick (por ejemplo, el Condado de Blankenburg) e intercambiaron algunos pueblos de Holstein y Mecklemburgo según el Acuerdo Barber-Lyashchenko. Dentro de la zona de ocupación británica, estos restablecieron el estado de Hamburgo pero lo hicieron según los límites administrativos establecidos por las autoridades nazis en 1937. Los británicos también crearon los nuevos estados Schleswig-Holstein (que hasta 1946 había sido la Provincia prusiana de Schleswig-Holstein); Baja Sajonia (a partir de la unión de Brünswick, Oldenburgo y Schaumburg-Lippe con el efímero Estado de Hannover) en 1946; Renania del Norte-Westfalia (a partir de la unión de Lippe con las provincias prusianas del Rin y Westfalia) en 1946-1947. También en el año 1947 se produjo la secesión de la Ciudad Libre Hanseática de Bremen, que se integró en la zona de ocupación estadounidense.
Gran parte de la zona de ocupación británica había constituido en su día el Reino de Hannover. Este Estado llegó a formar una unión personal con el Reino Unido entre 1714 y 1837 (en teoría compartían monarca, pero por lo demás ambos funcionaban por separado).

### Zona de ocupación estadounidense
La zona estadounidense estaba compuesta por los estados de Baviera, Hesse y Wurtemberg-Baden (parte norte del actual estado de Baden-Wurtemberg). También el puerto de Bremen junto con el área de Bremerhaven estaban bajo el control de los estadounidenses, debido a sus peticiones para poder controlar algunos puertos en la Alemania del norte. Los cuarteles generales del gobierno militar estadounidense se encontraban en el edificio IG Farben, en la ciudad de Fráncfort del Meno. Inicialmente, la zona de ocupación estadounidense iba a abarcar más zonas de Alemania, pero tanto estadounidenses como británicos decidieron que los franceses también debían participar en la administración de los territorios ocupados. Por ello, los estadounidenses cedieron varias regiones a los franceses.
Desde comienzos de mayo de 1945, numerosas tropas de combate y pilotos estadounidenses que se encontraban en Alemania fueron enviados de vuelta a Estados Unidos. Algunos de los oficiales experimentados y suboficiales fueron destinados al teatro de operaciones del Pacífico para combatir contra los japoneses, por lo que las fuerzas estadounidenses desplegadas en la zona fueron reorganizadas.
Con el objetivo puesto en la reconstrucción en los tres Länder, el 5 de octubre de 1945 el gobierno militar estadounidense impulsó la creación del Länderrat en Stuttgart. El Länderrat estaba conformado por los tres ministros-presidentes de los Länder y tenía que servir para coordinar los intereses de los tres Estados alemanes y el gobierno militar, cuando fuera necesaria la uniformidad legislativa en la zona de ocupación estadounidense. No obstante, no tenía ni poder legislativo ni ejecutivo, por lo que las leyes se redactaban en el Länderrat y se promulgaban en cada Land por separado, pero sometidas a la aprobación de las oficina del gobierno militar de cada Land
A partir del 1 de enero de 1947, la administración de la zona de ocupación estadounidense se unió con la zona británica en la llamada "Bizona".

### Zona de ocupación francesa
Originalmente, los franceses, aunque eran aliados, no iban a recibir una zona de ocupación, debido a las preocupaciones de la gran hostilidad histórica entre Francia y Alemania, así como a la derrota sufrida en 1940 que redujo su potencial político y militar. No obstante, los británicos y estadounidenses vieron la conveniencia de que Francia ocupase una porción de Alemania incluyendo un sector de Berlín. Así, la zona francesa consistió en los estados de Renania-Palatinado, Baden, Wurtemberg-Hohenzollern, el distrito de Lindau, más una zona propia en Berlín. Los cuarteles del gobierno militar francés estaban en la ciudad de Baden-Baden. El territorio del Sarre también fue adjudicado a Francia el 16 de julio de 1945, pero progresivamente fue incorporado al ámbito económico de la República Francesa: el 22 de junio de 1946 con la supresión de la Aduana, el 16 de junio de 1947 con el abandono del Reichsmark introduciendo el Saarmark, que a su vez sería reemplazado por el Franco del Sarre el 20 de noviembre de 1947. El 15 de diciembre de 1947 el parlamente del Land promulgó su propia constitución que declaraba su independencia de Alemania, lo que lo convertía en un protectorado de Francia   franceses pero con un estatuto diferente y a partir de 1947 el territorio se separó de la zona de ocupación, convirtiéndose en un protectorado francés de facto. Y el 20 de noviembre de 1948 el Acuerdo tripartito entre los poderes aliados occidentales reguló la explotación en el Sarre, lo que dejaba manos libres de Francia en el territorio.
Desde el mismo comienzo de la ocupación, las políticas francesas en las zonas bajo su control estaban más relacionadas con su seguridad interna y también en reforzar su propia economía, en detrimento de la alemana, y por otro lado en favorecer las exportaciones como forma de obtener los ingresos para las reconstrucción, pero no en favorecer la creación de un gobierno central para Alemania. Los principales intereses de las autoridades galas se centraban en la separación de la zona del Sarre (cosa que finalmente consiguieron) y la internacionalización del Ruhr. En definitiva, en los primeros años Francia mantuvo una política muy independiente y no parecía sentirse ligada a los acuerdos de Potsdam.

### Zona de ocupación soviética
La zona soviética (más conocida por sus siglas SBZ, en alemán) incorporaba los estados de Turingia, Sajonia, Sajonia-Anhalt, Brandeburgo y Mecklemburgo-Pomerania Occidental. Los cuarteles del gobierno militar soviético estaban en Berlin-Karlshorst. Desde bien pronto, los soviéticos establecieron un gobierno militar, la Administración Militar Soviética en Alemania (Sowjetische Militäradministration in Deutschland o SMAD por sus siglas en ruso), que ejerció el poder en la SBZ durante los siguientes años.
La orden n.º 2 de la SMAD de 10 de junio de 1945 permitía el establecimiento y funcionamiento de partidos políticos «antifascistas», pero los cuatro partidos autorizados fueron obligados a integrarse en el Bloque Antifascista democrático (antifaschistisch-demokratischen Block). Estos partidos políticos fueron el Partido Socialdemócrata (SPD) y el Partido Comunista (KPD), la Unión Demócrata Cristiana (CDU) y el Partido Liberal Democrático de Alemania (LDPD). En 1946, las autoridades soviéticas autorizaron la celebración de unas primeras elecciones para organizar los gobiernos regionales. La principal diferencia que mostraron los soviéticos con respecto a los aliados occidentales fue que el SMAD ejerció presión para que se produjera una unificación entre el SPD y el KPD, lo que daría lugar a la creación del Partido Socialista Unificado de Alemania (SED, o Sozialistische Einheitspartei Deutschlands). Se han hecho muchas conjeturas en torno a esta acción, pero lo más probable es que con esta medida Stalin buscara la existencia de un partido prosoviético que en una futura Alemania reunificada representara los intereses de Moscú.
Dada la enorme destrucción que habían sufrido amplias zonas de la URSS durante la contienda, los soviéticos procedieron a una exhaustiva incautación de maquinaria, mobiliario y todo tipo de bienes de equipo que eran enviados a la URSS. Además, entre 1945 y 1946 se llevó a cabo una reforma agraria, así como la expropiación de numerosas propiedades agrícolas, empresas y bancos, para ser administrados conjuntamente por la SMAD y las incipientes autoridades comunistas alemanas.

### Ocupación de Berlín

Los cuatro sectores de ocupación en Berlín. El distrito Mitte quedaba bajo control soviético.

A pesar de que la ciudad de Berlín había sido conquistada por el Ejército soviético, sobre la base de los acuerdos firmados durante la contienda se estableció una ocupación conjunta de las potencias aliadas y se subdividió en cuatro sectores. El caso de Berlín fue especial, ya que la urbe se encontraba situada dentro de la zona de ocupación soviética, aunque tenía un estatus especial, equiparable a la situación que también se daba en Viena. Los soviéticos retenían la mitad oriental de la ciudad, que incluía el centro administrativo en el distrito Mitte, lo que la convertía en la zona de ocupación más grande; al oeste se encontraban las zonas de ocupación británica, francesa y estadounidense. Aunque se suponía que la administración aliada debía ser conjunta, desde bien pronto las cuatro zonas funcionaron más de forma separada y estanca.
En Berlín se hallaba además la sede del Consejo de Control Aliado, el organismo que debía coordinar las políticas que las potencias aliadas llevaran a cabo en las zonas ocupadas de Alemania.
Hasta 1948 existió un alcalde alemán al frente de la administración municipal de Berlín, bajo estricta supervisión aliada, pero a partir del bloqueo soviético de las zonas occidentales coexistieron dos administraciones paralelas en el este y el oeste, respectivamente. Los avatares políticos acabaron llevando a la existencia de dos ciudades separadas a partir de 1949: Berlín Occidental y Berlín Oriental. Con el tiempo esta última se acabó convirtiendo en la capital de la República Democrática Alemana (RDA), mientras que el Berlín occidental se encontró aislado dentro del territorio de la Alemania oriental. A pesar de la constitución de los nuevos estados alemanes, las zonas de ocupación aliada en Berlín continuaron existiendo hasta la reunificación alemana en 1990.

## La situación en otros territorios

### Territorios anexionados por Alemania

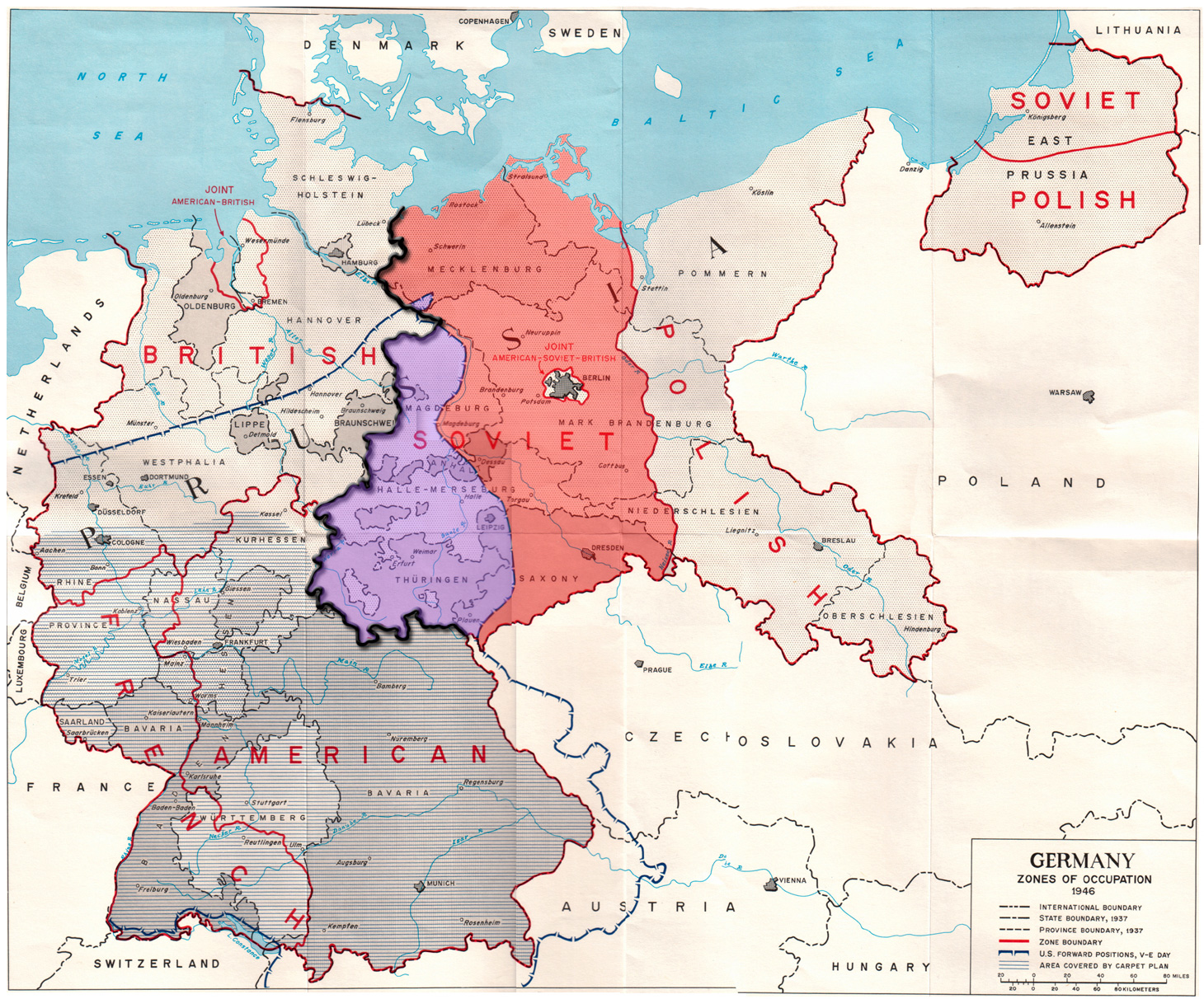
Mapa de las zonas de ocupación aliadas en la Alemania de posguerra, así como la línea de máxima extensión de las posiciones estadounidenses el día de la victoria en Europa. La parte suroccidental de la zona de ocupación soviética, cerca de un tercio de esta zona estaba al oeste de las posiciones de máxima extensión estadounidense. Destacan la zona soviética (rojo), la frontera interalemana (línea negra) y la zona de la que las tropas estadounidenses se retiraron en julio de 1945 (violeta).

En las conferencias aliadas celebradas durante la contienda se había acordado una vuelta a las fronteras del "Reich" de 1937, con lo cual todos los territorios anexionados por la Alemania nazi antes de la guerra, como Austria o Checoslovaquia, recobraron su independencia o fueron devueltos a sus países; el territorio de Memel fue reintegrado en la RSS de Lituania, que entonces ya era una república integrante de la Unión Soviética. Respecto a los territorios anexionados por Alemania durante la guerra (pertenecientes a Bélgica, Francia, Luxemburgo, Polonia y Yugoslavia), fueron inmediatamente reintegrados a sus países. La antigua Ciudad Libre de Dánzig, que había sido anexionada por la Alemania nazi justo al comienzo de la contienda, fue integrada en Polonia y su población germana expulsada. 
Una situación especial fue la de los territorios alemanes situados al este de la línea Oder-Neisse: las regiones de Pomerania, Silesia y Prusia Oriental pasaron a ser administradas mayoritariamente por la nueva República Popular de Polonia; la Unión Soviética también pasó a controlar una porción de Prusia Oriental, en torno a la ciudad de Königsberg. Originalmente, estos territorios pasaron a administración polaca y soviética con un carácter provisional pero finalmente fueron anexionados por estas naciones.

### Otras zonas de ocupación
Los belgas también dispusieron de una zona de ocupación comprendida en una porción integrada dentro de la zona de ocupación británica, formando un corredor desde la frontera Bélgica-Alemania hasta la frontera con la zona soviética, incluyendo la ciudad de Colonia. Inicialmente sus tropas de ocupación estuvieron bajo mando británico, pero los belgas lograron cierta autonomía partir de 1946. Las Fuerzas belgas de ocupación en Alemania estuvieron compuestas por soldados de la antigua Brigada Piron, bajo el mando de Jean-Baptiste Piron. 
Desde noviembre de 1945 el Ejército luxemburgués también estuvo destinado en varios sectores de la zona de ocupación francesa. El 2.º Batallón de infantería luxemburgués fue enviado de guarnición a Bitburgo, mientras que el 1.er Batallón fue enviado a Sarreburgo. Las últimas tropas luxemburguesas acantonadas en Alemania salieron en 1955.

### Protectorado del Sarre
Originalmente, el Sarre había quedado integrado en la zona de ocupación francesa, pero a partir de 1947 las autoridades galas separaron el territorio y lo convirtieron en un protectorado francés, con un Estatuto especial, y administrando directamente sus recursos en beneficio propio. Esta situación ya tenía un antecedente: después de la Primera Guerra Mundial el Sarre ya había estado bajo una administración especial de la Sociedad de Naciones y separado del resto de la República de Weimar, aunque oficialmente formaba parte del territorio alemán; este estatus especial se mantuvo hasta su reintegración en el Reich, en 1935.
Cuando en 1949 se creó el nuevo estado germano-occidental, el Sarre continuó permaneciendo separado por la oposición francesa. De hecho, el gobierno de París anhelaba la conversión del Sarre en el centro de una futura Comunidad europea.

## Insurgencia alemana
Siempre han existido rumores y sospechas sobre posibles planes nazis para organizar una insurgencia en las zonas ocupadas, especialmente en relación con el plan nazi Werwolf, pero también con los falsos planes alemanes para retirar sus fuerzas al hipotético reducto Alpenfestung, utilizándolo como base desde la que llevar a cabo una guerra de guerrillas y buscando con ello influir en los planes de guerra aliados o ralentizar sus avances militares. Ciertamente, a partir de 1944 algunos mandatarios y oficiales nazis llegaron a planificar la creación de comandos para realizar acciones de insurgencia, sabotaje y asesinatos.
El asesinato del primer alcalde post-nazi de Aquisgrán, Franz Oppenhoff, siempre ha sido señalado como un acto de posibles comandos "Werwolf". Sin embargo, nunca se ha podido demostrar que realmente este plan se implementara. Así, la historiografía ha mantenido que ninguna muerte o baja de las fuerzas aliadas pueden ser atribuidas realmente a una hipotética insurgencia nazi.

## Hacia las «dos Alemanias»

### Creación de la Bizona
Hacia 1946 la cooperación entre las cuatro zonas de ocupación era casi nula, y de hecho estas funcionaban de forma autónoma y estanca, sin contacto entre sí. El 26 de marzo de 1946 el Consejo de Control Aliado aprobó el plan de Nivel de Industria, que presuponía tratar Alemania como una unidad económica con un programa de importación-exportación, pero los soviéticos rechazaron ese programa de importación-exportación dado que podía autoabastecer su zona y los obligaría a subsidiar a las zonas occidentales, así que se opusieron en tanto que no se estableciera la cantidad de las reparaciones y hasta que hubiera excedentes productivos. Durante la primera sesión de la segunda Conferencia de Ministros de Asuntos Exteriores de los cuatro poderes ocupantes que tuvo lugar en París, el 26 de abril, el vicegobernador militar estadounidense Lucius D. Clay intentó la puesta en marcha del programa de importación-exportación, pero los soviéticos se negaron. Los estadounidenses dedujeron que los soviéticos no estaban interesados en tratar a Alemania como una unidad y por tanto, se sentían liberados de lo acordado en Potsdam y por tanto podían obrar libremente en Alemania ya que los soviéticos no cumplían con lo acordado. Por tanto, los estadounidenses cesaron el trasvase de reparaciones de su zona a la zona soviética, el 3 de mayo de 1946. La segunda sesión de la Conferencia, que tuvo lugar en julio de 1946 vio el fracaso de una administración central para Alemania, y el 27 de julio se vio el acuerdo para proceder unificar económicamente las zonas estadounidense y británica
El 2 de diciembre de 1946 se alcanzó finalmente el acuerdo entre el secretario de Estado de EE. UU., James Byrnes, y el ministro de Asuntos Exteriores de Gran Bretaña, Ernest Bevin, para fusionar las respectivas zonas de ocupación a partir del 1 de enero de 1947 con el objetivo de desarrollar un nuevo territorio autosostenido, una unión económica "Área Económica Unida" (Vereinigtes Wirtschaftsgbiet: VWG), pero informalmente fue conocida por los alemanes como "Bizona". Con el fin de incrementar el desarrollo de la Bizona se incrementó la producción de acero y se incluyeron alemanes en la administración de los asuntos económicos con la creación el 29 de mayo de 1947 del Consejo Económico (Wirtschaftsrat).
Ante la creación del Consejo Económico en la Bizona, la administración militar del sector soviético (SMAD) respondió con la creación Comisión Económica Alemana el 11 de junio de 1947, para coordinar las actividades económicas, pero su competencia centralizadora quedaba en entredicho por los Estados de la zona soviética, por lo que el 12 de febrero de 1948 la SMAD autorizó que la Comisión asumiera la administración central de la economía con autoridad mandataria.

### Fracaso de la unidad de Alemania
Durante 1947 tuvo lugar en Moscú la cuarta Conferencia de Ministros de Asuntos Exteriores de los cuatro poderes ocupantes (10 de marzo – 24 de abril) y la quinta Conferencia en Londres (25 de noviembre-15 diciembre), que no produjeron resultado alguno para solventar el fin de la ocupación, lo cual pasaba por restaurar la unidad política y económica de Alemania, Berlín y el tratado de paz con Alemania. Para contrarrestar las iniciativas de las zonas occidentales y fortalecer la posición soviética frente a la conferencia de Londres, y ejercer presión sobre los partidos no socialistas, en noviembre y diciembre de 1947, anticipándose a la Conferencia de Londres de las cuatro potencias ocupantes, el SED hizo un llamamiento a partidos políticos, sindicatos, y organizaciones de masas para constituir el Movimiento del Congreso del Pueblo (Volkskongressbewegung), para lo cual hizo su primer Congreso del Pueblo (Volkskongress) el 6-7 de diciembre de 1947 en Berlín coincidiendo con la Conferencia de Londres y en la que el 30 % de delegados eran del KPD de las zonas occidentales. Las mociones de este congreso fueron incitadas por los soviéticos y reclamó un gobierno unificado para toda Alemania.
Ante esta situación, la cuestión de Alemania prosiguió por otro camino en la Conferencia de Londres de las seis potencias: Estados Unidos, Reino Unido, Francia, Bélgica, Países Bajos y Luxemburgo; que tuvo lugar en dos sesiones: del 23 de febrero al 6 de marzo de 1948 y del 20 de abril al 2 de junio de 1948. Su propósito era iniciar un proceso constituyente para la formación de un gobierno alemán en las tres zonas occidentales de Alemania; de esta forma, la ocupación en las zonas occidentales se presentaba ante los alemanes como una amenaza menor que lo que suponía la ocupación soviética, esto es, se ofrecía la autodeterminación frente a la opresión.

### Reforma monetaria y «bloqueo de Berlín»

Berlineses observan como un C-54 aterriza en el aeropuerto Tempelhof de Berlín en 1948.

En protesta por la Conferencia de Londres, el 20 de marzo de 1948 el mariscal Sokolovsky abandonó el Consejo Control Aliado finalizando la administración conjunta de los cuatro poderes sobre Alemania. Esto se consumó con la introducción el 20 de junio de 1948 del Deutsche Mark en la Bizona y la zona francesa (que estaban en parte occidental de Alemania), en reemplazo del Reichsmark, lo que terminó la unidad económica de la nación. Stalin se mostró contrariado y consideró que una medida de tal calado, que afectaba a todas las zonas de ocupación en Alemania, se había llevado a cabo unilateralmente sin consultar a los soviéticos, puesto que según la perspectiva soviética violaba el compromiso de tratar a Alemania como una unidad económica, aunque para los occidentales las violaciones soviéticas de las reparaciones de guerra habían dado por acabado el acuerdo de Potsdam. Ciertamente, una medida de este tipo buscaba más preparar el terreno para la fundación de un hipotético estado alemán. El cambio de moneda impidió de facto el intercambio comercial entre las zonas del oeste y el este, que hasta entonces habían venido manteniendo un comercio bastante informal, vital para la zona de ocupación soviética. A esto hay que sumar que dos meses antes los aliados habían incluido a las tres zonas de ocupación occidentales dentro de la organización del Plan Marshall, en un contexto de creciente tensión entre Estados Unidos y la Unión Soviética.
La respuesta de Stalin fue fulminante, el 24 de junio de 1948 se introdujo el Ostmark (Deutsche Mark von der Deutschen Notenbank) en la zona soviética,  y los guardias soviéticos cortaron los accesos terrestres del Berlín occidental con las respectivas zonas de ocupación, lo que incluía a carreteras, ferrocarriles y canales, así como el suministro eléctrico. Con esta medida de bloqueo, Stalin esperaba poder poner freno a las medidas de los occidentales, particularmente de los estadounidenses. En su lugar, el comando aéreo de Estados Unidos decidió abastecer la ciudad por vía aérea. El llamado Luftbrücke (puente aéreo) de Berlín se inició el 25 de junio de 1948, con el aterrizaje del primer avión de carga C-47 en el aeropuerto Tempelhof, en Berlín. El bloqueo de Berlín se mantuvo hasta el 12 de mayo de 1949 para impedir la formación de un estado en el oeste, pero fomentó en los alemanes de las zonas ocupadas occidentales en apreciar a los ocupantes como defensores del comunismo.

### Creación de la RFA
El 1 de julio de 1948, los gobernadores militares se citaron con los ministros presidentes de los Estados de las tres zonas occidentales para transmitirles las Recomendaciones de Londres (Londoner Empfehlungen), en los Tres Documentos de Fráncfort. En estos se hallaba la creación de un nuevo Estado en el contexto de la ocupación y se autorizaba la constitución de una Asamblea Constituyente, pero los ministros presidentes no querían dar la imagen de colaboracionistas ni establecer una división permanente de Alemania y lograron que se aceptara no una Constitución sino una Ley Básica (Grundgesetz), y que no fuera aprobada por referéndum popular sino por los parlamentos de los Estados, de este modo se enfatizaba que el Estado de Alemania Occidental era transitorio y no permanente, y se impedía que un referéndum popular se transformara en un plebiscito contra los gobiernos militares. Finalmente el acuerdo se logró el 26 de julio de 1948 y el 18 de agosto se suprimieron las restricciones de viajes y desplazamientos entre las tres zonas occidentales.
El 1 de septiembre de 1948 se constituyó el Consejo Parlamentario (Parlamentarischer Rat), que no fue propiamente una Asamblea Constituyente al no ser elegido por petición popular sino de los poderes ocupantes. Este Consejo estuvo formado por los 65 delegados de los Estados y comenzó sus reuniones en Bonn, ya que querían mantener la distancia con Fráncfort, donde estaban con la sede central de los Aliados, La redacción de la Ley Básica estuvo acabada el 10 de febrero de 1949 y fue enviada a los Aliados para su aprobación, con los que entraron en discusión acerca de la autoridad central del nuevo gobierno federal, en especial su capacidad tributaria; entretanto, el 8 de abril de 1949 la zona francesa se integró en la Bizona, formando la Trizona.
Tras esas discusiones, el Consejo Parlamentario adoptó el 8 de mayo una versión revisada, el 12 de mayo fue aprobada por los gobernadores militares, entre el 16 de mayo y el 22 de mayo los parlamentos estatales la aceptaron, y finalmente el 23 de mayo la Ley Básica fue oficialmente decretada y ratificada. Consecuentemente, las elecciones federales tuvieron lugar en Alemania occidental el 14 de agosto de 1949 y las dos cámaras parlamentarias se inauguraron en Bonn el 7 de septiembre. El 20 de junio los tres aliados occidentales establecieron la Alta Comisión Aliada, como sustituta de la Comisión de Control Aliado de los cuatro poderes; y el 21 de septiembre la República Federal de Alemania comenzó sus existencia, cuando entró en vigor el Estatuto de Ocupación. Por su parte, los tres aliados occidentales reconocieron la nueva República Federal de Alemania y los tres gobernadores militares fueron reemplazados por Altos Comisionados. Este Estatuto de Ocupación se mantuvo vigente hasta el 5 de mayo de 1955, cuando los Tratados de París hicieron que el Tratado General (Generalvertrag o Deutschlandvertrag) de 26 de mayo de 1952 entrara en vigor.

### Creación de la RDA
En la zona soviética se reunió un II Congreso del Pueblo entre el 17-18 de marzo de 1948, con un 25,7% procedente de las zonas occidentales. El Congreso eligió un Consejo del Pueblo (Deutscher Volksrat), constituido por 400 miembros (100 de ellos de las zonas occidentales) con el fin de actuar en nombre del Congreso cuando no estaba reunido en sesión, y que reclamó el 19 de junio ser el órgano representativo de toda Alemania. El segundo Congreso también estableció seis comités, uno de los cuales estaba encargado de redactar una constitución para una república democrática de toda Alemania. El primer borrador fue adoptado por unanimidad por el Consejo del Pueblo el 22 de octubre de 1948 y un segundo borrador, revisado, fue presentado y adoptado el 19 de marzo de 1949,
Tras elecciones con listas unitarias de 15 de mayo de 1949, entre el 29 y 30 de mayo de 1949 se reunió el III Congreso del Pueblo, y finalmente el día 30 de mayo se aprobó y confirmó como definitivo el segundo borrador de la constitución propuesta para un posible estado que pudiera establecer la Unión Soviética y eligió el 2º Consejo del Pueblo de 330 miembros.
Cuando el 16 de septiembre de 1949 Adenauer fue designado como canciller en Bonn, Stalin aprobó el establecimiento de la República Democrática Alemana. El 7 de octubre de 1949 la constitución llegó a entrar en vigor, se estableció la República Democrática Alemana y el 2º Consejo del Pueblo se transformó en la Cámara del Pueblo (Volksammer) provisional, hasta que las primeras elecciones tuvieron lugar el 15 de octubre de 1950.
El 8 de octubre el general Chuikov, que era el jefe supremo de la SMAD anunció la transferencia de las funciones civiles de la SMAD al Gobierno provisional de la RDA y el 10 de octubre los soviéticos crearon la Comisión de Control Soviética para proseguir el cumplimiento de las disposiciones de la Conferencia de Potsdam y de la anterior Comisión de Control Aliada, y que estuvo en funcionamiento hasta el 27 de mayo de 1953, cuando fue reemplazada por el Alto Comisionado de la URSS en Alemania hasta el 20 de septiembre de 1955.
La ciudad de Berlín, sin embargo, siguió manteniendo un estatus especial y por ello continuó estando bajo ocupación aliada hasta 1990. Para propósitos administrativos, los tres sectores occidentales de Berlín fueron unidos bajo la entidad de Berlín Occidental, mientras que el sector soviético se constituyó como el Berlín Oriental y se integró en la República Democrática Alemana, funcionando de hecho como capital de la RDA.